# Duca di Medinaceli

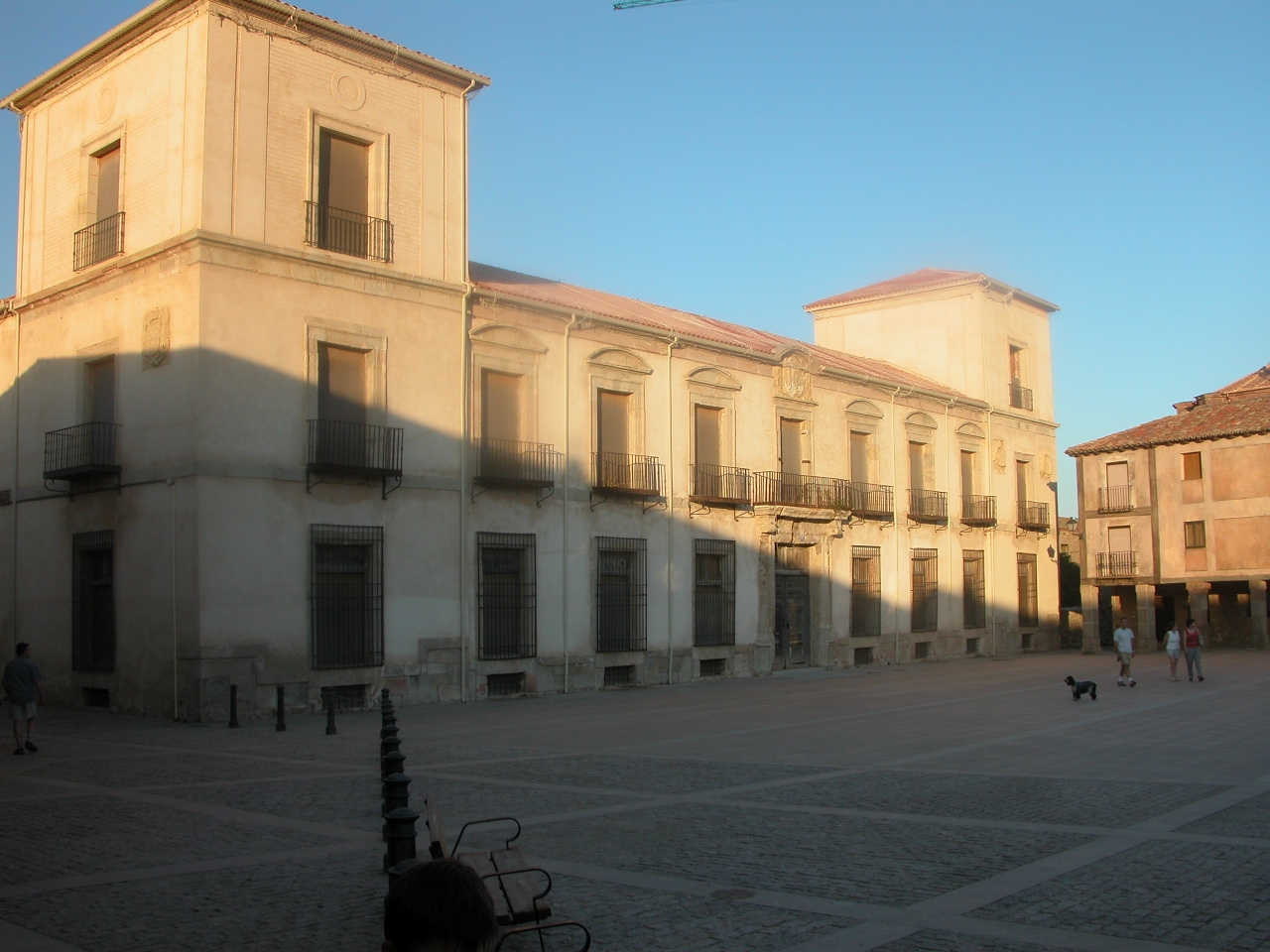
Il Palazzo Ducale (Palacio Ducal) a Medinaceli.

Il Duca di Medinaceli (pronuncia spagnola:[meðinaˈθeli]) è un titolo nobiliare spagnolo conferito a Luis de la Cerda y de la Vega, il 31 ottobre 1479, dai re cattolici, Isabella di Castiglia e Ferdinando II di Aragona quando il vecchio titolo di Conte di Medinaceli, concesso a suo nonno, Bernal de Foix, nel 1368, fu trasformato in Duca di Medinaceli. L'attuale detentore del titolo è Victoria Elisabeth de Hohenlohe-Langenburg y Schmidt-Polex, XX duchessa di Medinaceli.

## Storia
Nel 1368 al terzo marito di Isabel de la Cerda, (1322–1382), Bernal de Foix, fu conferito il titolo di "Conte di Medinaceli" dal Re di Castiglia. In seguito, Luis, il nipote di Bernal de Foix e Isabel de la Cerda cambio il suo nome di famiglia da "de Foix" a "de la Cerda", (che era il nome della famiglia più illustre rispetto al pirenaico francese "de Foix"). Successivamente, la Regina Isabella I di Castiglia elevò il titolo di Conte in Duca.

## Conti di Medinaceli
- Bernal de Foix, un figlio illegittimo del XI Conte di Foix, Gastone III, (30 aprile 1331–1391). Si schierò al fianco del figlio illegittimo del Re, in futuro Enrico II di Castiglia, contro suo fratello legittimo Re Pietro I di Castiglia. Fu insignito come I Conte di Medinaceli, nel (1368) e scelse di rimanere in Castiglia quando Enrico fece giustiziare Pietro nel Castello di Montiel nel marzo 1369. Fu il secondo marito della facoltosa Isabel de la Cerda, di legittima discendenza reale del re Alfonso X di Castiglia attraverso suo nonno ed erede del re Alfonso X, l'Infante Ferdinando de la Cerda, ucciso in battaglia contro i musulmani della Murcia nel 1275.
- Gastón de Béarn y de la Cerda, II Conte di Medinaceli (c 1371–1404). Fu un cortigiano del re Giovanni I di Castiglia ed Enrico III di Castiglia.
- Luis de la Cerda y Mendoza, III Conte di Medinaceli (prima del 1404 – morto dopo il 1447). Fu un cortigiano del re Giovanni II di Castiglia.
- Gastón I de la Cerda, IV Conte di Medinaceli (1414–1454). Fu un cortigiano del re Giovanni I di Castiglia

## Duchi di Medinaceli

### I Duca di Medinaceli
Luis de la Cerda y de la Vega, I Duca di Medinaceli (1438 – Conte nel 1454 - Duca nell'ottobre 1479 - 1501). Combatté nelle battaglie contro il Portogallo e il moresco Regno di Granada.

### II Duca di Medinaceli
Duca Juan I de la Cerda y Vique, un figlio illegittimo che fu legittimato dalla Corona spagnola, II Duca di Medinaceli, con titolo di Grande di Spagna nel (1520) (1485 – II Duca nel 1501 - Grande di Spagna nel 1520 - 1544), fu un cortigiano della regina Isabella I di Castiglia fino al 1504, di sua figlia la regina Giovanna di Castiglia, "la Pazza", e di suo figlio re Carlo I di Spagna, di cui fu concesso di prendersi cura all'età di 16 anni, dal 1516. Prese parte alle battaglie di "incorporazione" del Regno di Navarra per conto del defunto Re, nonno di re Carlo I di Spagna, Ferdinando II d'Aragona (vedovo dal 1504 - deceduto nel 1516).

### III Duca di Medinaceli
Duca Gastón de la Cerda y Portugal, morto senza figli. III Duca di Medinaceli (1504 – successione ducale nel 1544 - 1552). Sposò María Gómez Sarmiento, figlia del III Conte di Salinas e Conte di Ribadeo, ma non lasciò figli.

### IV Duca di Medinaceli
Duca Juan II de la Cerda y Silva, fratello del III Duca Gaston II, IV Duca di Medinaceli (morì il 1º agosto 1575). Fu nominato Viceré di Sicilia, (1556–1564), e Capitano Generale di Sicilia. Fu poi nominato Viceré di Navarra, (1567–1572). Sposò il 7 aprile 1541, a Ocaña, Juana Manuel de Portugal (c. 1520-1568), figlia di Sancho I de Noronha Portugal, II Conte di Faro.

### V Duca di Medinaceli
Duca Juan III Luis de la Cerda y Manuel de Portugal, V Duca di Medinaceli, (1544 – successione ducale nel 1575 - Madrid 29 maggio 1594), fu Ambasciatore in Portogallo. Cavaliere dell'Ordine del Toson d'oro. Sposò in prime nozze, Isabella d´Aragona (prima del 1543 - agosto 1578), figlia di Antonio d'Aragona e Folch de Cardona, (1506–1543), II Duca di Montalto. Si sposò nuovamente dopo il 1578 con Juana de Lama y de La Cueva, IV marquesa de la Adrada, figlia du Gonzalo Fernández de la Lama,

### VI Duca di Medinaceli
Duca Juan Luis de la Cerda y Aragón, VI Duca di Medinaceli (Cogolludo, Provincia di Guadalajara, 20 maggio 1569 - 24 novembre 1607).Cavaliere dell'Ordine del Toson d'oro. Fu ambasciatore nei paesi germanici. Si sposò due volte, la prima volta con Ana de la Cueva y de La Lama, figlia del V Duca di Albuquerque, Gabriel de la Cueva, Governatore del Ducato di Milano, nel 1564, (deceduta nel 1571). Il suo secondo matrimonio fu nel 1606 con Antonia Dávila y Colonna, (deceduta il 29 ottobre 1625), figlia di Gómez Dávila y de Toledo, II Marchese de Velada, (deceduto il 30 gennaio 1599), tutore di Re Filippo III di Spagna.

### VII Duca di Medinaceli
Duca Antonio Juan de la Cerda y Dávila (25 ottobre 1607 – 7 marzo 1671), VII Duca di Medinaceli, Grande di Spagna, Capitano Generale di Valencia nel 1641, sposò all'età di 17 anni, il 28 novembre 1625, a Dos Hermanas nella Provincia di Siviglia, la tredicenne dama nota come Ana Francisca Luisa Enriquez de Ribera y Portocarrero, (Siviglia, prima del 19 settembre 1613 - Sanlúcar de Barrameda, 21 maggio 1645), in seguito l'ereditaria V Duchessa de Alcalá de los Gazules, figlia di Pedro Enríquez Girón de Ribera, un Cavaliere del Militare Ordine di Santiago.

### VIII Duca di Medinaceli
Juan Francisco de la Cerda y Portocarrero, VIII Duca di Medinaceli, (Medinaceli, 4 novembre 1637 – 20 febbraio 1691). Cavaliere dell'Ordine del Toson d'oro. Primo Ministro di Re Carlo II di Spagna dopo la morte del re Carlo II primo ministro del fratello bastardo del re, Juan José de Austria, (1629 - 17 September 1679). Sposò il 1º maggio 1653 a Lucena nella Provincia di Cordova, la diciottenne Catalina Antonia de Aragón y Folch de Cardona, IX Duchessa di Cardona, V Duchessa di Lerma, VIII Duchessa di Segorbe, ecc.

### IX Duca of Medinaceli
Duca Luis Francisco de la Cerda y de Aragón - Folch de Cardona, (1654 - 1711), IX Duca of Medinaceli, X Duca di Cardona, VI Duca di Lerma, VII Duca di Alcalá de los Gazules, IX Duca di Segorbe, e molti altri titoli minori.

## Elenco dei titolari
|                                                  | Titolare                                                               | Periodo                                          |
| Creati da Ferdinando V e Isabella I di Castiglia | Creati da Ferdinando V e Isabella I di Castiglia                       | Creati da Ferdinando V e Isabella I di Castiglia |
| ------------------------------------------------ | ---------------------------------------------------------------------- | ------------------------------------------------ |
| I                                                | Luis de la Cerda y de la Vega                                          | 1479–1501                                        |
| II                                               | Juan de la Cerda y Bique                                               | 1501–1544                                        |
| III                                              | Gastón de la Cerda y Portugal                                          | 1544–1552                                        |
| IV                                               | Juan de la Cerda y Silva                                               | 1552–1575                                        |
| V                                                | Juan de la Cerda y Portugal                                            | 1575–1594                                        |
| VI                                               | Juan de la Cerda y Aragón                                              | 1594–1607                                        |
| VII                                              | Antonio de la Cerda y Dávila                                           | 1607–1671                                        |
| VIII                                             | Juan Francisco de la Cerda y Enríquez de Ribera                        | 1671–1691                                        |
| IX                                               | Luis Francisco de la Cerda y Aragón                                    | 1691–1711                                        |
| X                                                | Nicolás Fernández de Córdoba y de la Cerda                             | 1711–1739                                        |
| XI                                               | Luis Antonio Fernández de Córdoba y Spínola                            | 1739–1768                                        |
| XII                                              | Pedro de Alcántara Fernández de Córdoba Figueroa de la Cerda y Moncada | 1768–1789                                        |
| XIII                                             | Luis María Fernández de Córdoba y Gonzaga                              | 1789–1806                                        |
| XIV                                              | Luis Joaquín Fernández de Córdoba y Benavides                          | 1806–1840                                        |
| XV                                               | Luis Tomás Fernández de Córdoba y Ponce de León                        | 1840–1873                                        |
| XVI                                              | Luis María Fernández de Córdoba y Pérez de Barradas                    | 1873–1879                                        |
| XVII                                             | Luis Jesús Fernández de Córdoba y Salabert                             | 1880–1956                                        |
| XVIII                                            | Victoria Eugenia Fernández de Córdoba y Fernández de Henestrosa        | 1956–2013                                        |
| XIX                                              | Marco de Hohenlohe-Langeburg y Medina                                  | 2014-2016                                        |
| XX                                               | Victoria Elisabeth de Hohenlohe-Langenburg y Schmidt-Polex             | 2017                                             |